# Kvalsund, Møre og Romsdal
Kvalsund är en tätort i Herøy kommun i Møre og Romsdal fylke i västra Norge. Orten ligger där fylkesväg 5878 möter fylkesväg 5880, på den sydöstra delen av ön Nerlandsøya.